# Casa Cogollo
Casa Cogollo è un palazzo del 1559 sito in Corso Palladio a Vicenza e attribuito all'architetto Andrea Palladio. È inserito dal 1994 nell'elenco dei 23 monumenti palladiani della città facenti parte dei Patrimoni dell'umanità dell'UNESCO.
L'edificio, benché noto come casa del Palladio, fu realizzato per un notaio e non fu mai l'abitazione del maestro vicentino: sono state piuttosto le sue dimensioni, contenute rispetto all'enfasi monumentale degli altri palazzi palladiani, a spingere all'equivoco chi cercava in città un segno visibile del domicilio dell'architetto.

## Storia
La ristrutturazione della facciata della propria casa quattrocentesca è imposta dal Maggior Consiglio al notaio Pietro Cogollo come contributo al "decoro della città", vincolante la positiva accettazione della sua richiesta di conseguire la cittadinanza vicentina, con un investimento economico nel cantiere non inferiore ai 250 ducati.
In mancanza di documenti e disegni autografi, l'attribuzione a Palladio dell'elegantissima facciata divide tuttora gli studiosi, ma l'intelligenza della soluzione architettonica proposta, così come il disegno di tutti i dettagli, difficilmente possono essere riferiti ad altri.
L'immobile è stato restaurato nel 2003. La colorazione prevalentemente gialla delle pietre tenderebbe a dimostrare che l'esecuzione dell'opera non è stata seguita dal Palladio, che mai la cita nei suoi scritti; inoltre sono stati restaurati i resti degli affreschi fatti realizzare dal Cogollo in base alle usanze pre-palladiane ancora fortemente radicate quando Andrea Palladio era operante.

## Descrizione
I vincoli posti da uno spazio angusto e dalla impossibilità di aprire finestre al centro del piano nobile per la presenza di un camino (e relativa canna fumaria) spingono Palladio a porre l'enfasi sull'asse della facciata, realizzando una struttura costituita a piano terra da un'arcata affiancata da semicolonne e al piano superiore da una sorta di tabernacolo che incorniciava un affresco di Giovanni Antonio Fasolo. A pianterreno l'arcata è affiancata da due vani rettangolari che danno luce e facilitano l'accesso al portico, componendo una sorta di serliana, come già nella Basilica Palladiana. L'esito è una composizione di grande forza monumentale ed espressiva, pur nella semplicità dei mezzi a disposizione.

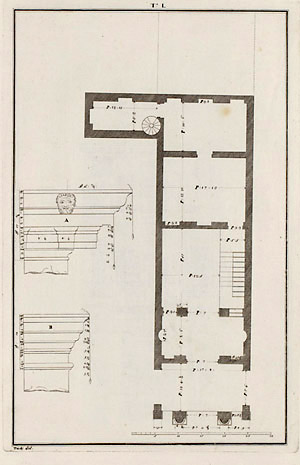
Pianta (Ottavio Bertotti Scamozzi, 1776)
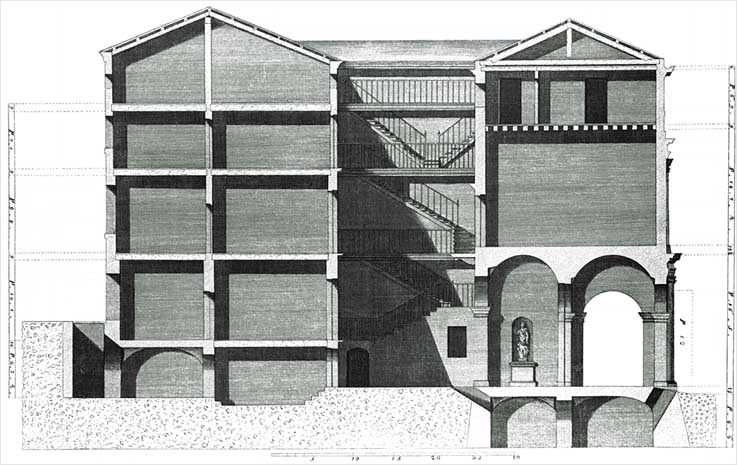
Sezione (Ottavio Bertotti Scamozzi, 1776)
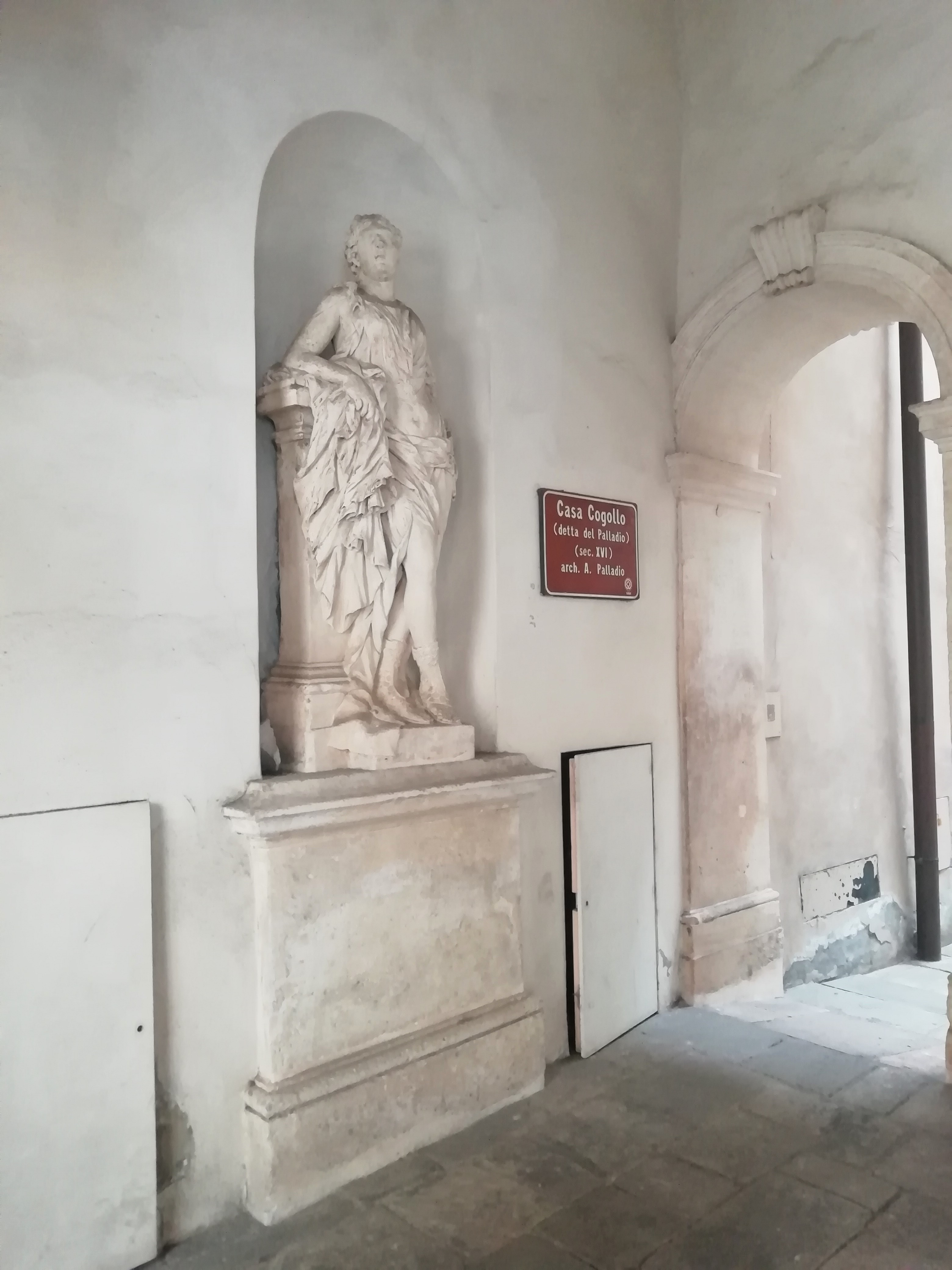
Statua nel portico
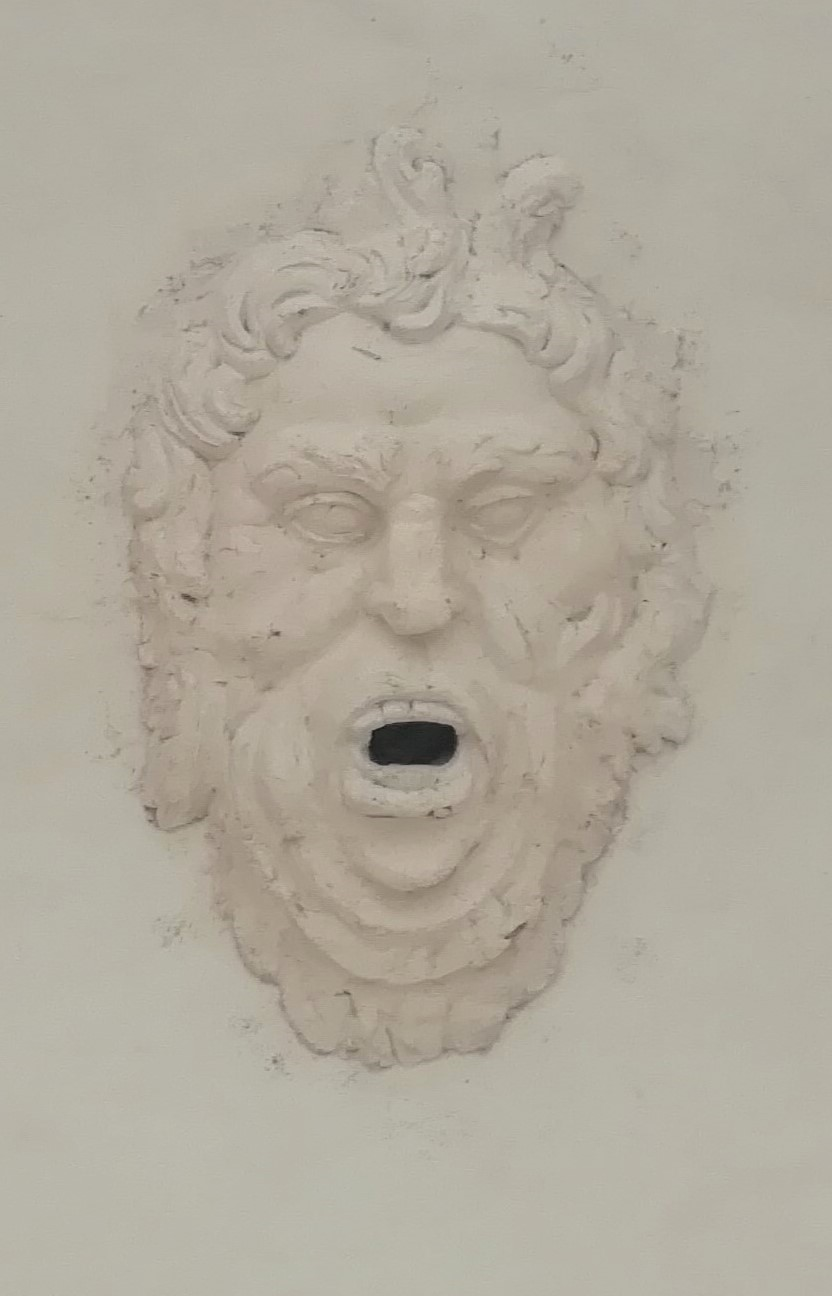
Mascherone nel portico